# Leslie Van Gelder
 (décembre 2023).
Pour les articles homonymes, voir Van Gelder.
Leslie Van Gelder, née le 27 janvier 1969 à Manhattan, est une archéologue et préhistorienne américaine. Ses recherches portent sur les tracés digitaux dans l'art pariétal de la grotte de Rouffignac (Dordogne) et des grottes de Gargas (Hautes-Pyrénées), en France.

## Carrière
Leslie Van Gelder est directrice de recherche au Richard W. Riley College of Education and Leadership de l'université Walden (en), à Minneapolis, dans le Minnesota, aux États-Unis[réf. nécessaire].

## Travaux
Travaillant avec son mari Kevin J. Sharpe, archéologue et théologien, elle développe pendant une décennie une méthodologie adaptée à l'étude des tracés digitaux dans les grottes ornées du Sud-Ouest de la France. Leur travail, s'appuyant sur les concepts d'analyse établis par Alexander Marshack, permet pour la première fois d'établir des identités d'artistes pariétaux grâce à l'étude des mains individuelles et à l'application de l'indice de Manning. Leurs travaux sur les tracés digitaux ont été les premiers à montrer la participation d'enfants à l'art pariétal au cours du Paléolithique supérieur, notamment dans les tectiformes de la grotte de Rouffignac. Des travaux ultérieurs ont montré le rôle des femmes et des enfants dans l'art pariétal à Rouffignac. Leur application de la loi de Zipf a également donné la première méthodologie reproductible pour déterminer si les panneaux de tracés digitaux représentaient ou non une communication ciblée ou une proto-forme d'écriture. En 2023, Leslie Van Gelder continue ses recherches dans les grottes de Rouffignac et de Gargas et donne des conférences à l'international. Ses recherches actuelles portent sur le rôle des enfants dans les deux grottes.

## Publications

### En français
- 2013 : Méthodes et approches nouvelles pour l'étude des tracés digités, L’art pléistocène dans le monde, Actes du Congrès IFRAO, Tarascon-sur-Ariège, septembre 2010, revue Palethnologie 5 | 2013 [lire en ligne (page consultée le 26 novembre 2023)]
- 2013 : Dix ans à la grotte de Rouffignac : rapport collectif sur les découvertes d’une décennie de recherche sur les tracés digités, revue Palethnologie 5. [lire en ligne (page consultée le 10 décembre 2023)]

### En anglais
- 2010: Paleolithic finger flutings and the question of writing. In Whitehouse, R & Piquette, K. (eds). The materiality of writing. London: Cambria Press.
- 2010: New methods and approaches in the study of finger flutings. Proceedings from the IFRAO Conference: Pleistocene Art of the World. September 6–11, 2010.
- 2010: Ten years in Rouffignac Cave, France: A collective report on a decade of finger flutings research. Proceedings from the IFRAO Conference: Pleistocene Art of the World. September 6–11, 2010.
- 2010: Four forms of finger flutings as seen in Rouffignac Cave, France. In Bahn, P. (ed). An enquiring mind: Studies in honor of Alexander Marshack. Oxford: Oxbow Books, 269–285. (With Kevin Sharpe)
- 2010: Fluted Animals in the Zone of Crevices, Gargas Cave, France. Proceedings of the Eleventh Congress of the International Federation of Rock Art Organizations, Lisbon, Portugal, September 4–9, 2006. (With Kevin Sharpe)
- 2009: Paleolithic finger flutings as efficient communication: Applying Zipf’s Law to two panels in Rouffignac Cave, France. Semiotica 177, 171–190. (With Kevin Sharpe)
- 2009: Women and girls as Upper Paleolithic cave ‘artists’: Deciphering the sexes of finger fluters in Rouffignac Cave, Oxford Journal of Archaeology. 28:4, 323–333. (With Kevin Sharpe)
- 2009: When the stories fled. Irish Pages. 4:2.
- 2008: Weaving a Way Home: A Personal Journey Exploring Place and Story (University of Michigan Press).
- 2007: Human uniqueness and Upper Paleolithic ‘Art’: An archaeologist’s reaction to Wentzel Van Huyssteen’s Gifford Lectures. American Journal of Theology and Philosophy. 28: 3, 311–345. (With Kevin Sharpe)
- 2007: More about ‘More about finger flutings.’ Rock Art Research 24:1, 133–135. (With Kevin Sharpe)
- 2006: Evidence of cave marking by Paleolithic children. Antiquity 80:310, 937–947. (With Kevin Sharpe)
- 2006:  The study of finger flutings. Cambridge Archaeological Journal 16:3, 281–295. (With Kevin Sharpe)
- 2006:  Finger flutings in Chamber A1 of Rouffignac Cave, France. Rock Art Research 23:2, 179–198. (With Kevin Sharpe)
- 2006: A method for studying finger flutings. In Exploring the Mind of Ancient Man: Festschrift to Robert G. Bednarik, ed. P. Chenna Reddy. New Delhi: Research India Press.
- 2005: The gift of the anthropomorphic mind. Nature in Story and Legend. Fall: 8–13.
- 2005: Techniques for studying finger flutings. Society of Primitive Technology Bulletin 30, 68–74. (With Kevin Sharpe)
- 2004: Children and Paleolithic ‘art’: indications from Rouffignac Cave, France. International Newsletter on Rock Art 38:9–17. (With Kevin Sharpe)
- 2004: At the confluence of paradox: Implicit religion and the wild.” Journal of Implicit Religion. 7:3, 207–222.
- 2004: Childhood in the church of Darwin. In Progress and Process. Terra Nova Monograph Series. Cambridge Mass: MIT Press.